# To Be or Not to Be (1942)
To Be or Not To Be is een Amerikaanse filmkomedie uit 1942 onder regie van Ernst Lubitsch.

## Verhaal
In Warschau speelt een groep acteurs Hamlet van William Shakespeare. De titelrol wordt gespeeld door Joseph Tura (Jack Benny). Hij wordt in de war gebracht doordat, steeds als hij toe is aan de beroemde claus To be, or not to be, iemand op de tweede rij opstaat en langs de andere toeschouwers de zaal uitstommelt. Het is de oorlogsvlieger Stanislaw Sobinski (Robert Stack), die dan afspraakjes heeft met Tura's vrouw Maria (Carole Lombard), een populaire actrice. Als Tura de (vrij onschuldige) affaire ontdekt breekt net de oorlog uit en moet Sobinsky zich melden bij zijn eenheid. In Londen voegt hij zich bij een groep Poolse ballingen en verzetsmensen, onder wie professor Siletsky (Stanley Ridges), die een gevaarlijke missie in Warschau zal ondernemen en berichten zal meenemen voor familieleden van de Londense groep. Als de professor  nog nooit van het beroemde Poolse acteursechtpaar Tura gehoord blijkt te hebben, krijgt Sobinsky argwaan. Hij waarschuwt zijn militaire meerderen, die hem naar Polen sturen om Siletsky te onderscheppen voordat hij de verzetsmensen aan de Gestapo kan verraden. Siletsky blijkt inderdaad een nazi te zijn. Hij is gecharmeerd van Maria en wil haar inzetten als spion. Dankzij verkleedpartijen en hun acteertalent, waarbij ze zich als nazi's voordoen, weet de toneelgroep van de Tura's Siletsky uit te schakelen en de domme en ijdele Gestapo-commandant Ehrhardt (Sig Ruman) om de tuin te leiden. 
De film kwam uit in 1942, ruim een maand nadat Carole Lombard bij een vliegtuigramp was omgekomen.

## Rolverdeling
| Acteur         | Personage          |
| -------------- | ------------------ |
| Carole Lombard | Maria Tura         |
| Jack Benny     | Joseph Tura        |
| Robert Stack   | Stanislaw Sobinski |
| Felix Bressart | Greenberg          |
| Tom Dugan      | Bronski            |
| Lionel Atwill  | Rawitch            |
| Stanley Ridges | Professor Siletsky |
| Sig Ruman      | Kolonel Ehrhardt   |